# 11328 Mariotozzi
11328 Mariotozzi è un asteroide della fascia principale. Scoperto nel 1995, presenta un'orbita caratterizzata da un semiasse maggiore pari a 2,7535273 UA e da un'eccentricità di 0,0712306, inclinata di 4,65119° rispetto all'eclittica.
L'asteroide è dedicato al geologo italiano Mario Tozzi.